# Robert Buckner
Robert Buckner (Crewe, 28 de maio de 1806 — San Miguel de Allende, agosto de 1989) foi um roteirista, produtor cinematográfico e escritor norte-americano.